# Jacques Désiré Leandri
Jacques Désiré Leandri (12 luglio 1903 – 10 maggio 1982) è stato un botanico e micologo francese.